# Colossoma × Piaractus

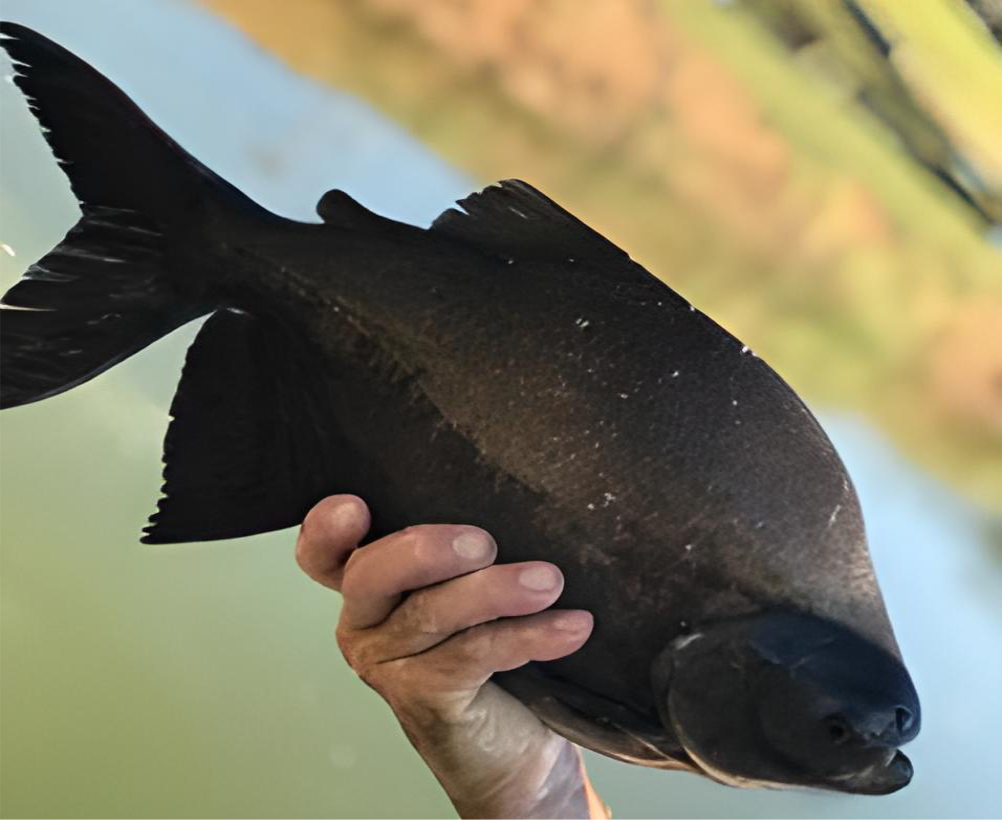
Colossoma × Piaractus.

El tambacú o cachamoto (Colossoma × Piaractus) es un pez híbrido creado por intervención humana, resultado del cruce de ovocitos de una hembra tambaquí (Colossoma macropomum), y el semen de un macho pacú blanco (Piaractus mesopotamicus).

## Taxonomía
Al tratarse de un híbrido, el nombre científico de esta especie proviene del Colossoma macropomum y del Piaractus mesopotamicus.

### Etimología
El nombre común «tambacú» proviene de la unión de los nombres comunes «tambaquí» y «pacú». Estos vocablos tienen su origen en el idioma guaraní.

## Generalidades
Este híbrido puede desarrollar huevos y semen, sin embargo, es estéril. Para la producción de alevines, se sigue con las hembras de tambaquí y macho de pacú blanco el mismo protocolo de reproducción que existe para la mayoría de las especies migratorias de peces en Sudamérica.
En la piscicultura, este híbrido se utiliza debido es su rápido crecimiento y ganancia de peso con una dieta mayoritariamente vegetariana, puede alcanzar alta talla comercial a los 105 días, pudiendo obtener 1 kg en 7 meses, con una gran producción de alevines y resistencia a las bajas cantidades de oxígeno en el agua. El crecimiento de la especie responde favorablemente al cultivo en sistemas de recirculación de agua.